# Miklós Ybl
Miklós Ybl (en húngaro: Lovag Ybl Miklós György Ignác) (Székesfehérvár, 6 de abril de 1814 - Budapest, 22 de enero de 1891) fue un arquitecto húngaro, uno de los grandes maestros húngaros del siglo XIX  y un representante del historicismo con trascendencia europea. Sus obras más conocidas en Budapest son la Teatro de la Ópera Nacional de Hungría, el antiguo Palacio de la Aduana (1871-1874, ahora edificio principal de la Universidad Corvinus), el bazar del jardín del Castillo (1875-1883) y la catedral basílica de San Esteban (1867-1891), además de la iglesia de la Inmaculada Concepción en Fót.
Sus primeros proyectos fueron realizados en estilo romántico, influenciado por motivos orientales. Aunque usó formas románicas en edificios posteriores, después de un segundo viaje de estudios a Italia desde 1860 se interesó por la el Renacimiento y comenzó a diseñar en estilo neorrenacentista. Muchos de sus edificios se convirtieron, y de hecho lo siguen siendo hoy en día, en elementos determinantes del paisaje urbano de Budapest; además de los ya citados, los baños termales Rác (1865-1870) y la sala del trono y el ala Krisztinaváros del Palacio Real. También construyó incontables iglesias, apartamentos y castillos en provincias.

## Biografía

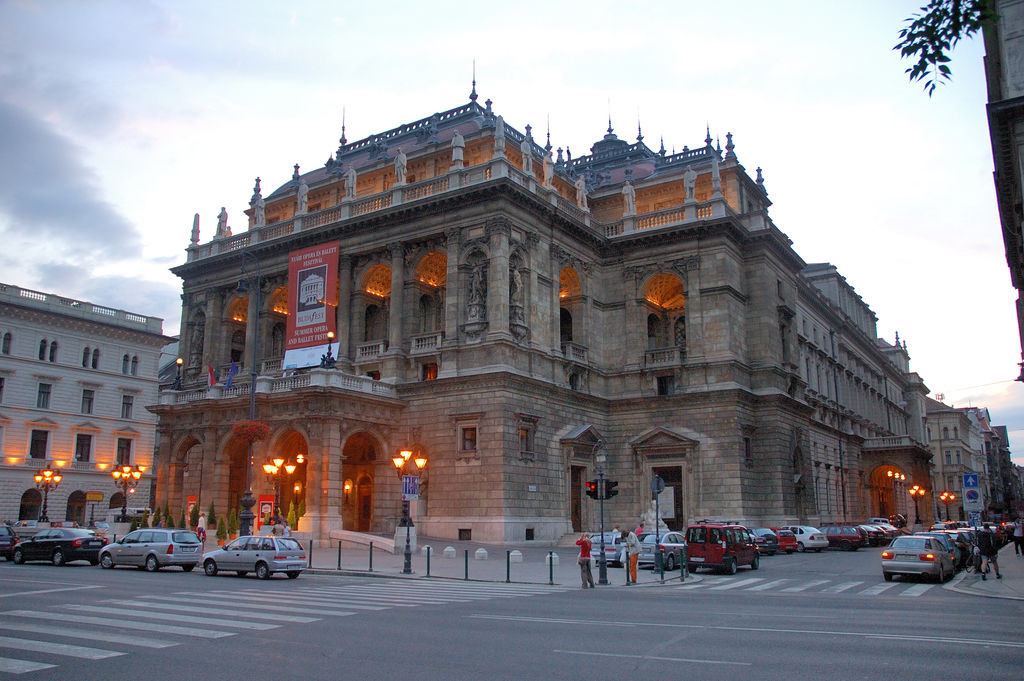
Ópera Nacional de Hungría (1875-1884), la obra más destacada de Ybl.

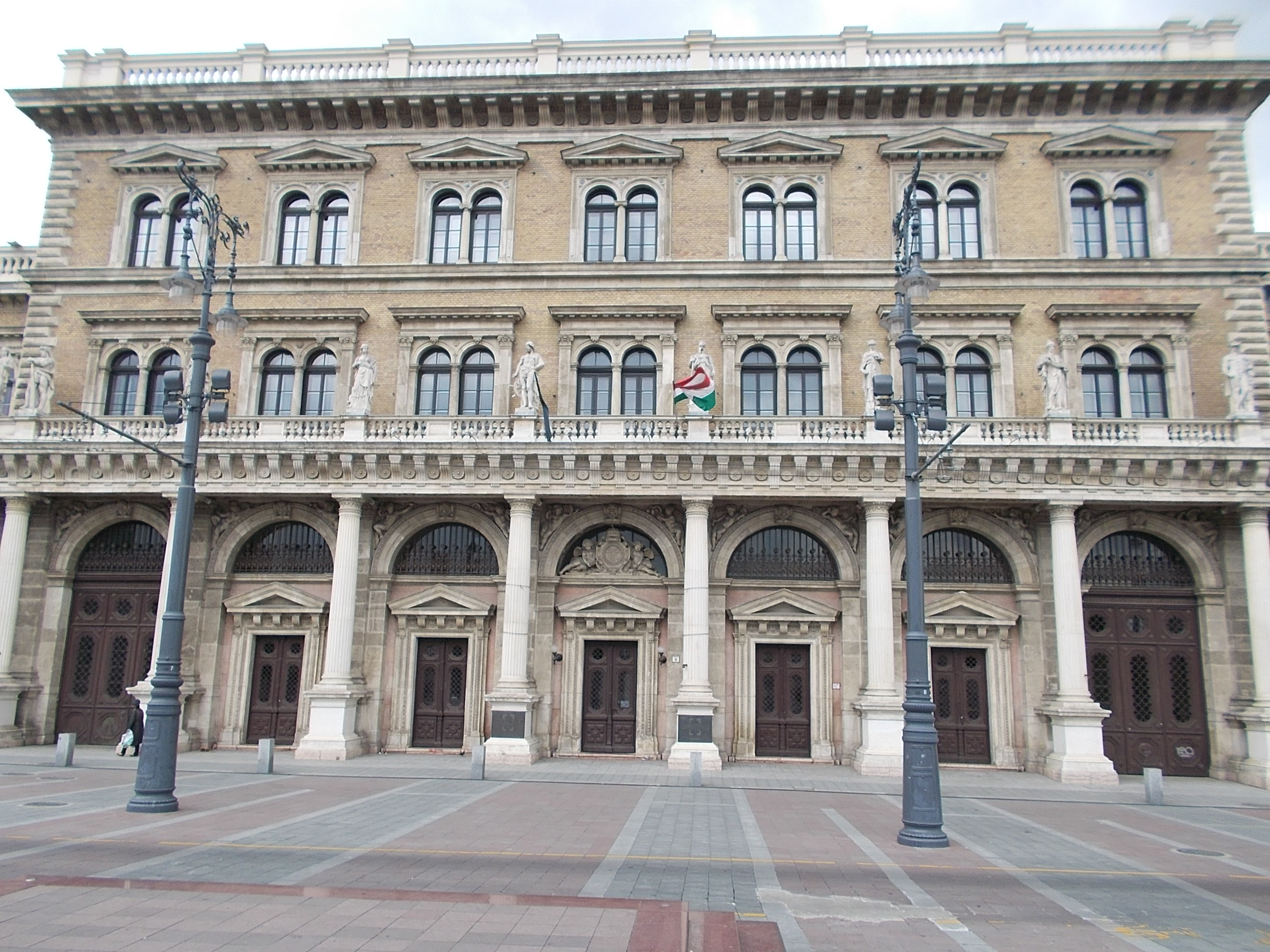
Antiguo Palacio de la Aduana (1870-1874) de Budapest, hoy sede de la Universidad Corvinus

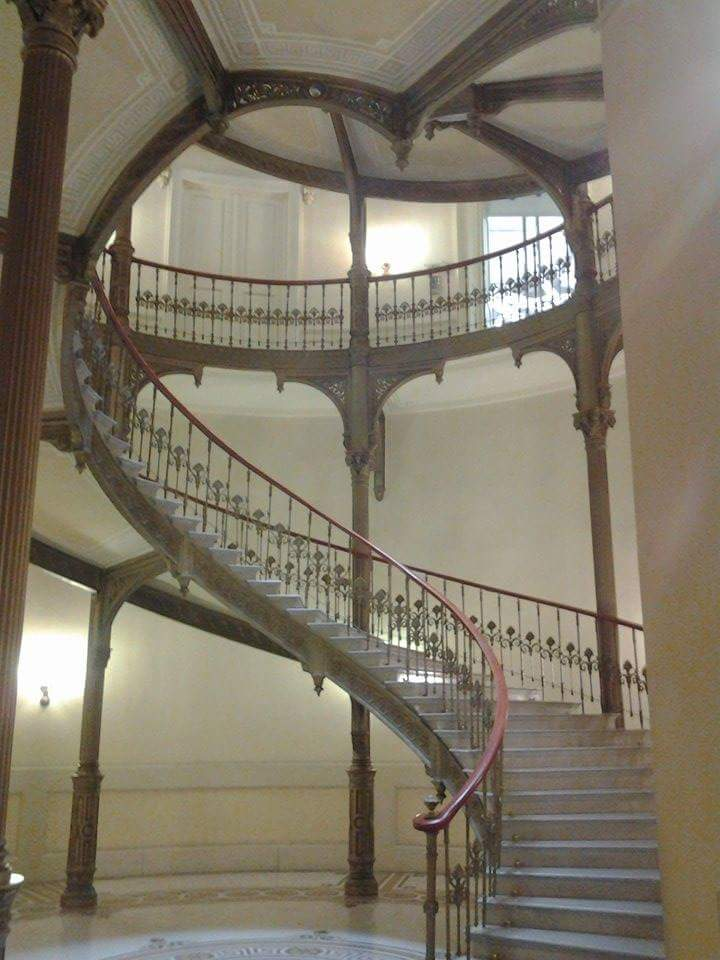
La escalera del Palacio Ybl en el centro de la ciudad

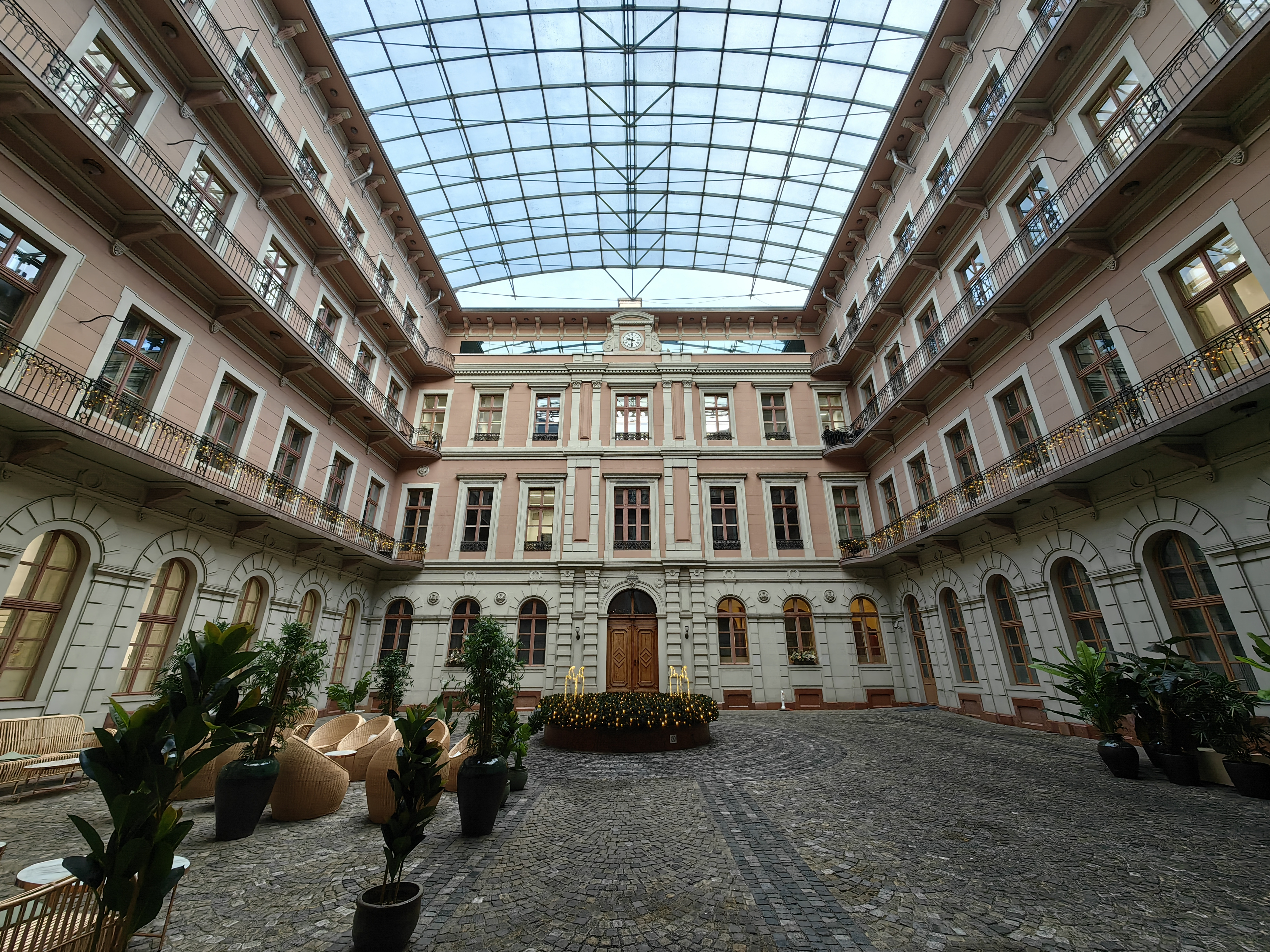
Patio interior del Palacio Ybl (1869)

Miklós Ybl nació en 1814 en la ciudad de Székesfehérvár , en el seno de una familia de suabos del Danubio. Su padre, Miklós Ybl (1779-1861), era un comerciante local que llegó a ser miembro del Comité Electoral del Condado de Fejér, y su madre, fue Anna Eiman.Estudió en el Liceo cisterciense de San Esteban en Székesfehérvár, luego a partir de 1825 en el Instituto Politécnico Imperial y Real de Viena (Politechnikum), y desde 1832 trabajó en el despacho del arquitecto Mihály Pollack, y desde 1836 y hasta 1840, en el despacho de Henrik Koch. En 1840 se matriculó en la Academia de Bellas Artes de Múnich. En 1841 realizó un viaje de estudios a Italia. Al regresar a casa, se enfrentó al hecho de que su familia tenía problemas financieros y se vieron obligados a vender su casa en Székesfehérvár.

### Carrera profesional
Luego Ybl probó suerte en Pest, donde los maestros del gremio local de construcción de patentes civiles rechazaron por primera vez su solicitud de maestro de obras. La siguiente vez, el 16 de enero de 1843, fue aceptado como maestro albañil en Kebel con la firma del concejal Ferenc Szepesi.
Según un anuncio de periódico del 30 de noviembre de 1841, se asoció con el hijo de Mihály Pollack, Ágoston Pollack, y juntos abrieron un despacho de arquitectura en la calle Dorottya de Pest. Juntos van a reformar el castillo del conde Lajos Batthyány en Ikervár. Su primera obra importante fue la iglesia principal de Fot, construida entre 1845 y 1855.  
En 1845 István Károlyi le encargó la reconstrucción de su castillo Károlyi (1845-1849) en Fot y el diseño de la iglesia de Fót (1845-1855). Había visitado Italia el invierno anterior y luego se puso a trabajar. Pronto se convirtió en el arquitecto de la mansión Károlyi.
Regresó a Pest en 1851 después de casarse en Fót con Ida Lafite (1820-1891), una institutriz que había nacido en Graz. (El 15 de enero de 1864 nació su hijo, Félix Ybl  fallecido el 30 de octubre de 1922).
En 1860, István Széchenyi también le pidió a Ybl que diseñara una iglesia para su finca de Cenk, pero el conde ya no pudo ver los planos. En este periodo se construyó el edificio de acceso al bulevar Múzeum, actual Bajcsy-Zsilinszky út (Budapest) nº 17. En la actual calle Bródy Sándor se encuentra la casa de vecinos y la Escuela Nacional de Equitación, destruida durante la Segunda Guerra Mundial., en el lugar del actual edificio de la Radio.
Pronto se convirtió en miembro del gremio, se despidió del estilo romántico y luego diseñó sus edificios en estilo neorrenacentista. En esta época se construyó el edificio situado en el número 8 de la actual calle Bródy Sándor. El antiguo edificio de la Cámara de Representantes (hoy Instituto Italiano de Cultura de Budapest) se comenzó el 11 de septiembre de 1865 y se terminó en pocos meses, ya en 1866. Ybl fue condecorado con la Cruz de Caballero de la Orden de Francisco José.
En 1870 comenzó a diseñar la Aduana Principal (Fővámház), que recibió numerosas críticas tras su finalización. El arquitecto e historiador del arte Bela Neÿ (1843-1920) calificó la construcción como un hito.
En septiembre de 1873, Frigyes Podmaniczky,  vicepresidente del Consejo de Obras Públicas Metropolitanas, convocó un concurso, al que sólo se podía asistir por invitación, para el diseño de la Casa de la Ópera, y el diseño de Ybl ganó el premio. La construcción comenzó en octubre de 1875 con el apoyo real, y pronto Ybl fue nombrado director de construcción. La celebración del ramo se llevó a cabo el 7 de diciembre de 1878, y luego, el 27 de septiembre de 1884, se inauguró el edificio con la obertura de la ópera Bánk bán, a la que también asistió la familia real.
Al mismo tiempo, también trabajó en la realización del Bazar del Jardín del Castillo (Várkert Bazár , 1875-1883), que siguió el modelo de los jardines colgantes italianos, alemanes y franceses. Se incorporó al Consejo de Obras Públicas y recibió la Orden imperial de Leopoldo en 1882 y el 21 de junio de 1885 el rey lo nombró miembro de la Cámara de Representantes.
También continuó la construcción de la Basílica de San Esteban, diseñada por József Hild, y luego del Castillo de Buda. En esto también colaboró su sobrino Lajos Ybl, que diseñó el ala de Kristinaváros. Miklós Ybl no pudo terminar esta obra y murió el 22 de enero de 1891.
Su estilo inicial se caracterizó por el Romanticismo, con elementos románicos, pero más tarde el neorrenacimiento se convirtió en característico de su estilo. Fue un artista activo e influyente, reconocido incluso durante su vida. Le dolió mucho que, aunque había contribuido a la construcción de la sede de la Academia Húngara de Ciencias, la Academia no lo eligiera para sus filas (a diferencia del ahora poco conocido Antal Szkalnitzky, con quien había trabajado en ella).

## Obras principales
- 1845-1849: Fót, reconstrucción del castillo Károlyi
- 1845-1855: Fót, iglesia de la Inmaculada Concepción,[9]
- ca. 1852: Budapest, villa  Grabovszky – (Rózsa)[10]
- ca. 1852-1853: Budapest, Casa Unger
- 1857-1858: Budapest, Escuela Nacional de Equitación (demolido después de la Segunda Guerra Mundial, hoy en día, edificio de la Radio Húngara)
- 1857-1858: Budapest, Tornacsarnok (Gimnasio, demolido; hoy en su lugar se encuentra el Palacio Esterházy, construido según los planos de Alajos Baumgarten (1871))
- ca. 1860: Albertirsa, capilla funeraria de Szapáry
- ca. 1860: Leányfalu, villa Gyulai
- ca. 1860: Gerla, castillo Wenckheim
- 1860-1864: Nagycenk, iglesia católica
- 1857-1859: Füzérradvány, reconstrucción del castillo de Károlyi
- 1862-1863: Kecskemét, iglesia evangélica
- 1862-1864: Ečka, iglesia católica
- 1862-1865: Budapest, palacio Festetics (plaza Pollack, 10)
- 1863-en adelante: Budapest, Palacio de Carlos (Károly-palota) (plaza Pollack, 3)
- 1863: Budapest, Teatro Alemán (no construido)
- 1863-1864: Budapest, edificio de apartamentos de la MTA
- ca. 1865: Fegyvernek, castillo de Szapáry
- 1865-1866: Budapest, edificio del Antiguo Parlamento
- 1865-1879: Budapest, iglesia católica San Francisco de Asís, plaza Bakáts
- 1865 en adelante: Budapest, el baño de la nobleza mundial (el baño Margit) (durante la Segunda Guerra Mundial su estado se deterioró, una parte importante fue demolida)
- 1867-1869: Budapest, sede de la Compañía Puente de las Cadenas Ltd., hoy palacio del Puente de las Cadenas
- 1867: Budapest, palacio Pálffy
- 1867-1891: Budapest, Basílica de San Esteban (Budapest). Iniciada por Hild, continuada por Ybl y finalizada por József Kauser.
- 1869: Budapest, primer banco de ahorros doméstico de Pest (Palacio Ybl) (calle Károlyi, 12)
- 1870-1874: Budapest, Casa de la Aduana
- 1872-1874: Budapest, palacio Dégenfeld-Schomburg  (Bródy S. u. 14.)
- 1871: Budapest, puente Margit (no construido)
- ca. 1872: Parád, Hotel Ybl
- 1873-1884: Budapest, Teatro de la Ópera (Ópera Estatal de Hungría)
- 1874-1982: Budapest, kiosko y bazar del jardín del castillo
- 1875-1879: Ókígyós, castillo Wenckheim
- 1880-1882: Parádsasvár, castillo Károlyi[11]
- 1880-1891: Budapest, remodelación del Castillo de Buda
- 1882-1888: Budapest, iglesia católica Clarisseum Budapest[12]
- 1883-1884: Budapest, palacio Széchenyi (demolido  tras la Segunda Guerra Mundial)
- ca. 1888: Parád, Hotel Erzsébet
- y otras edificaciones, casas de vecindad, castillos en Csurgó, Doboz, Kétegyháza, Lengyeltóti, Mácsa, Marcali, Ókigyós, Surány, Nagyszentmiklós, etc.

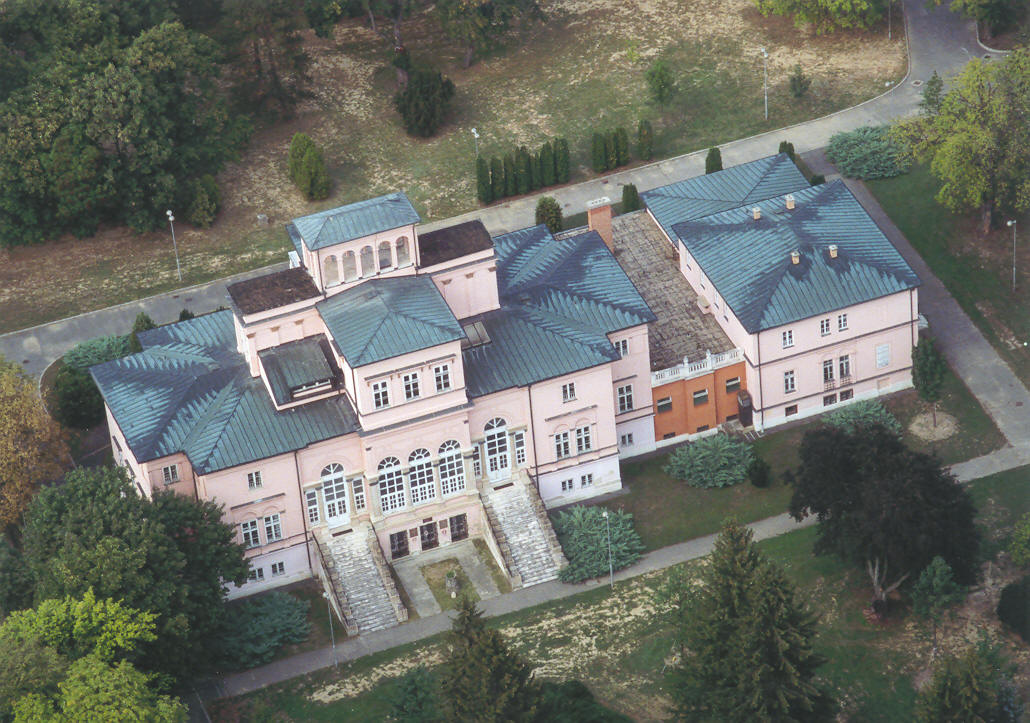
Palacio de Ikervár (1847),  junto con Ágoston Pollack
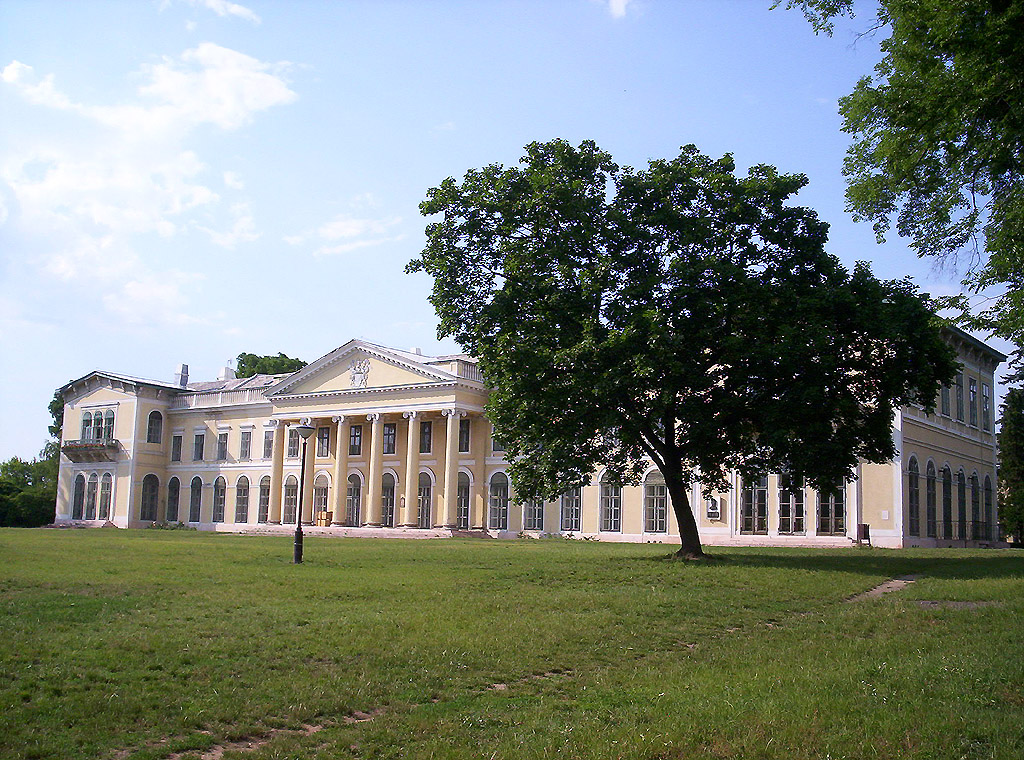
Reconstrucción del castillo Károlyi de Fót (1845-1849)
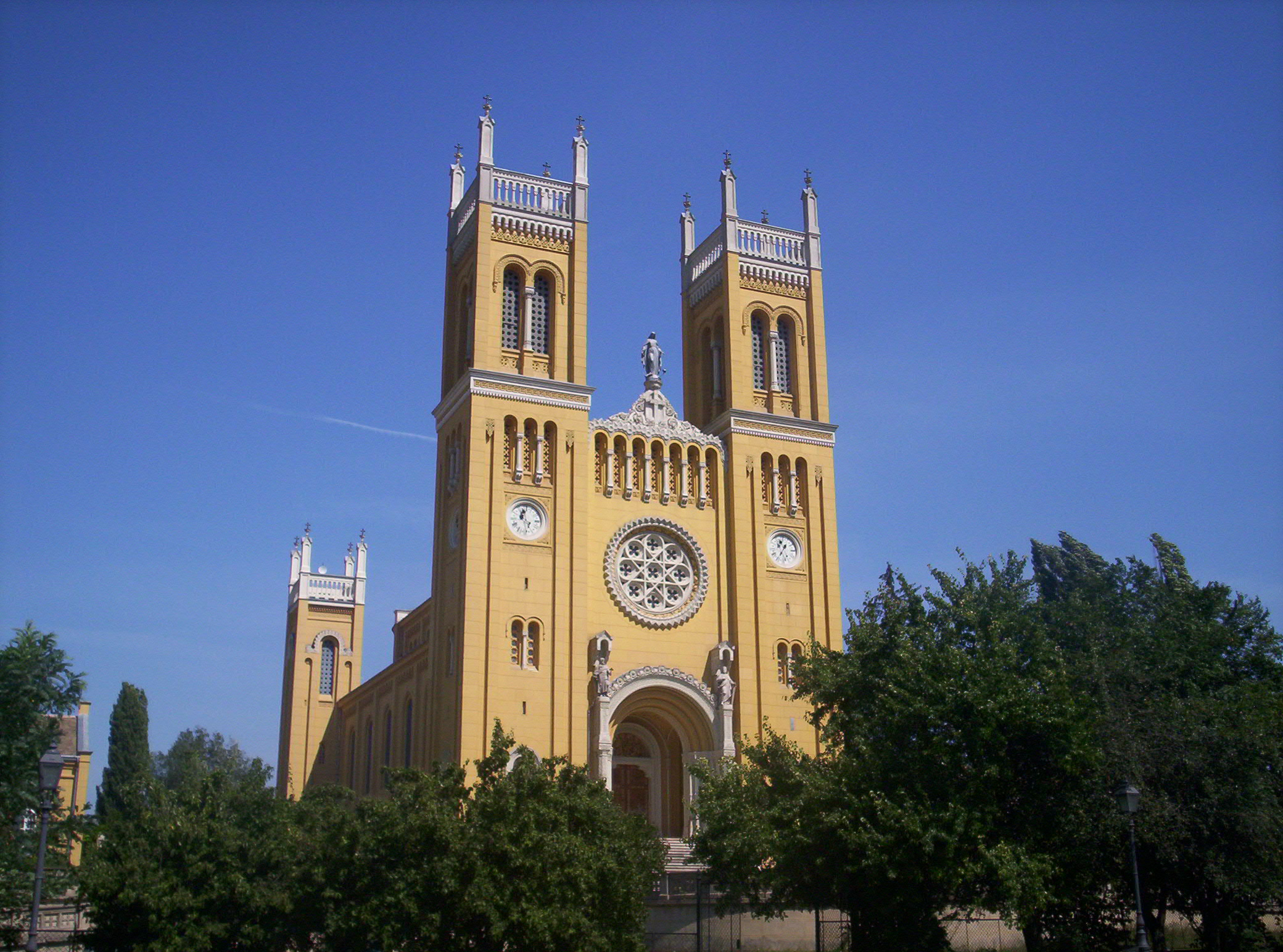
Iglesia católica en Fót (1845-1855)
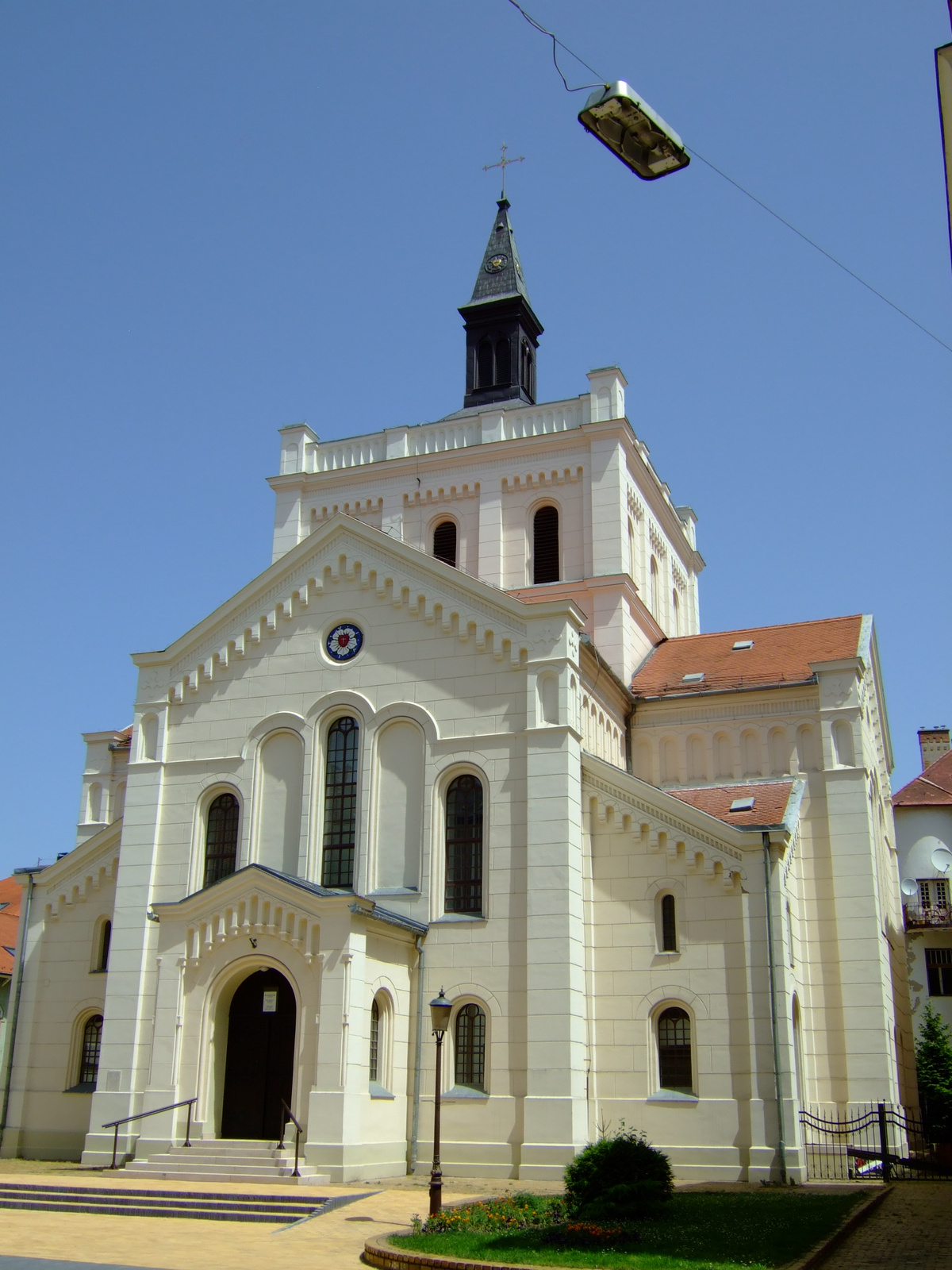
Iglesia evangélica en Kecskemét (1862-1863)
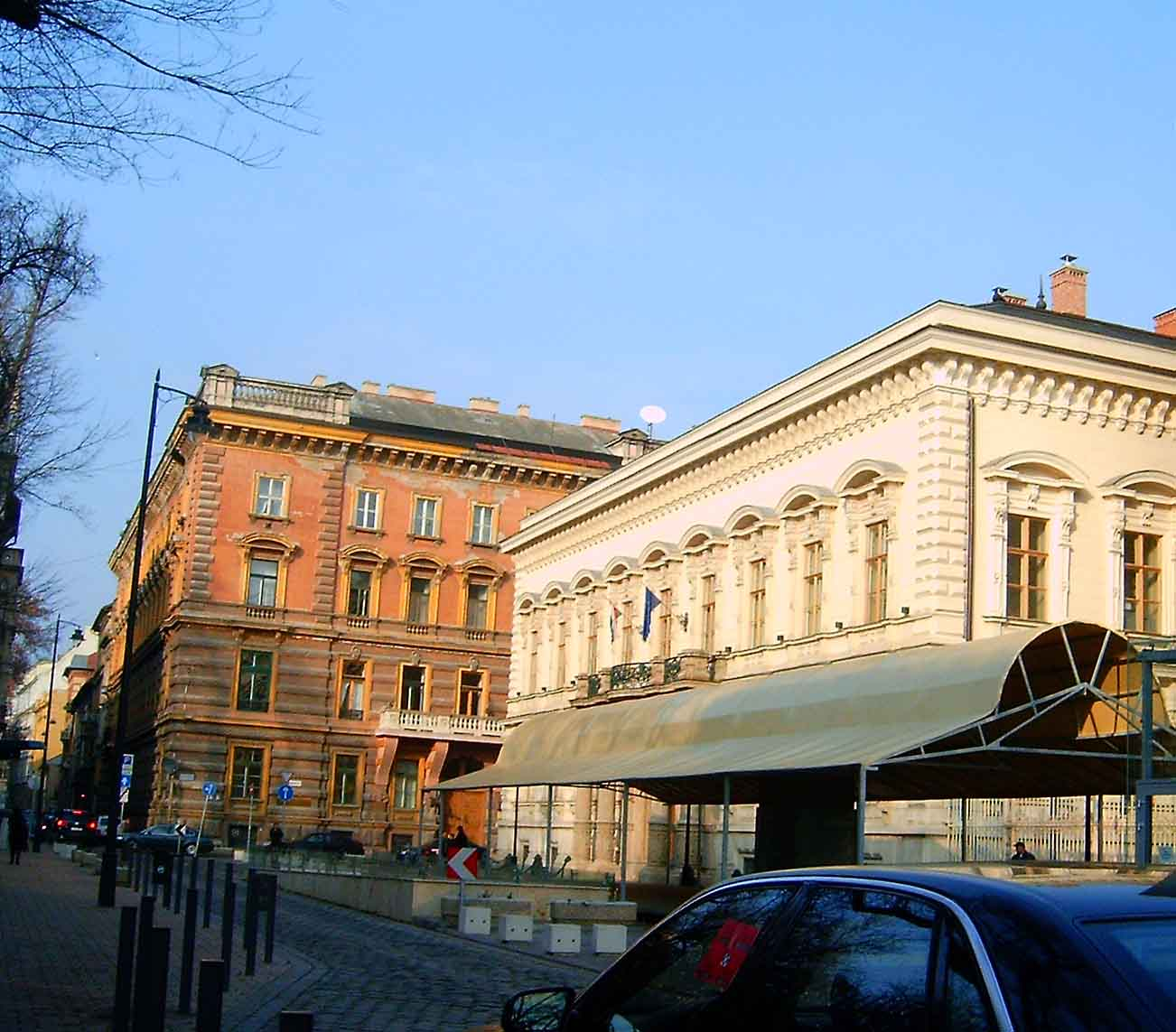
Palacio Festetics (1862-1865), Budapest
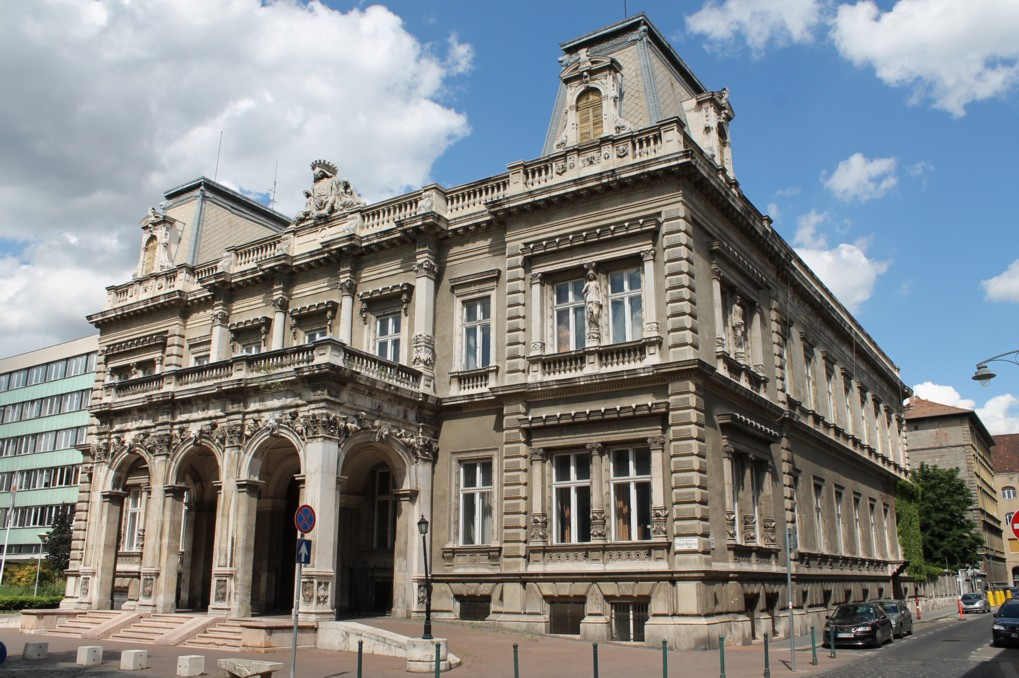
Palacio Károlyi (1863-) Budapest
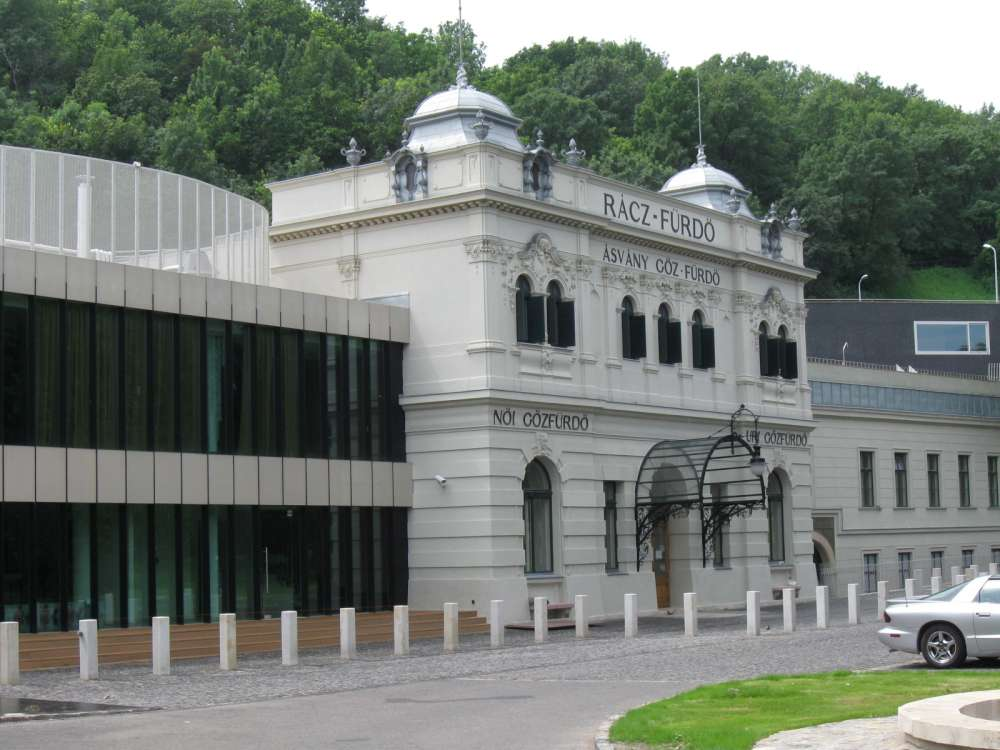
Baños termales Rác (1865-1870), Budapest
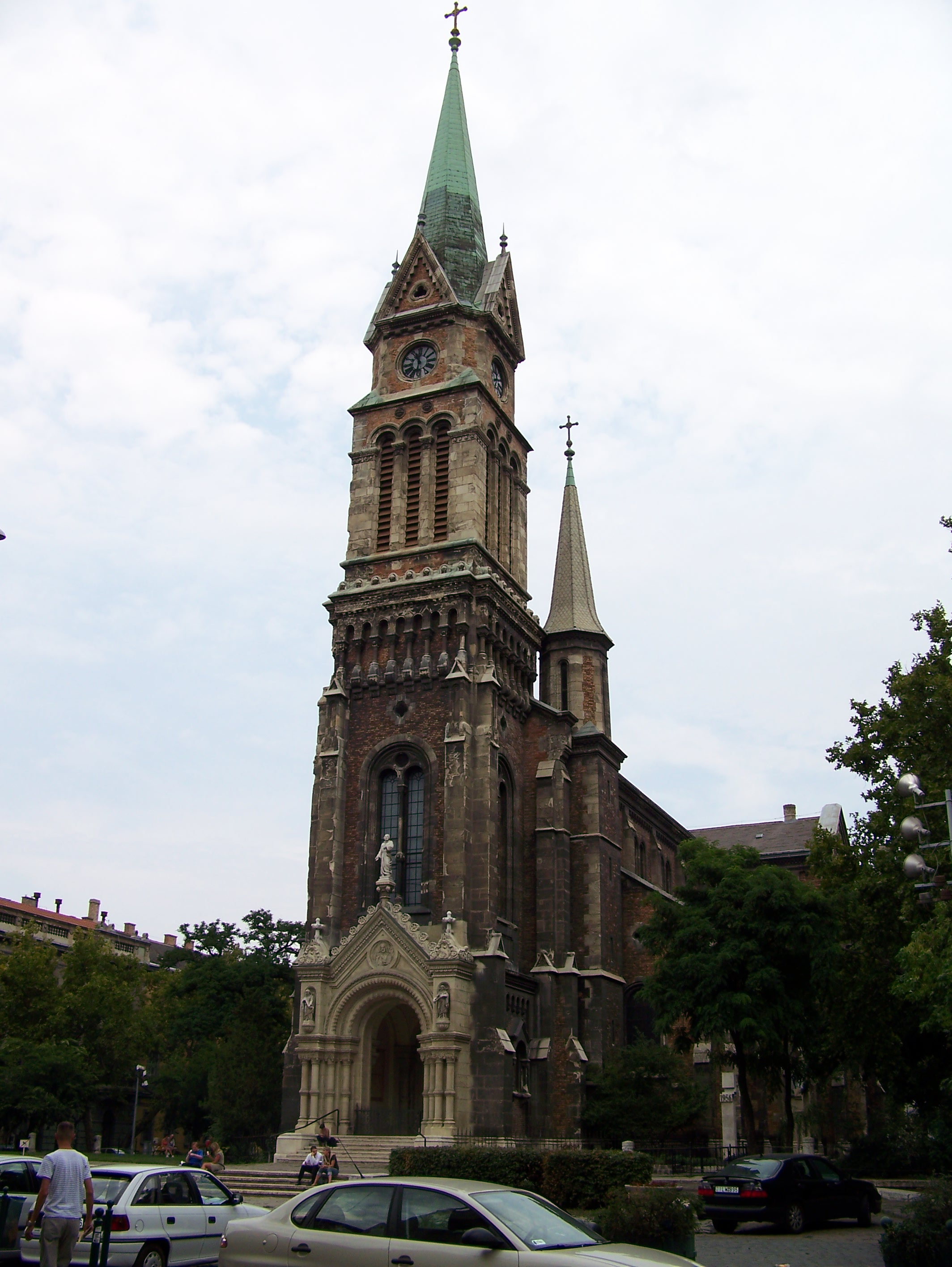
Iglesia de San Francisco de Asís (1865-1879)
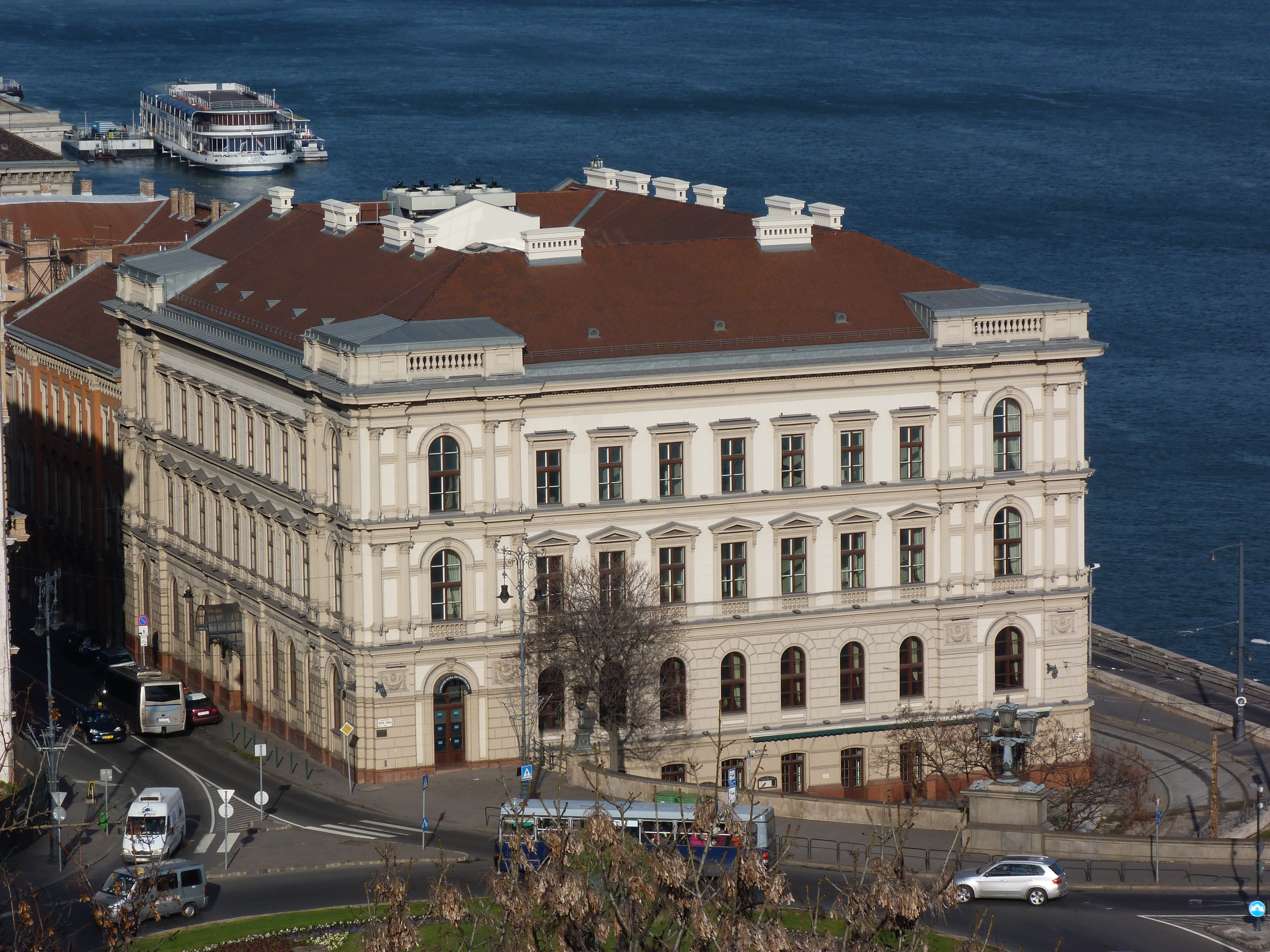
Palacio Lánchíd(1867-1869) (palacio del Puente de las Cadenas), Budapest
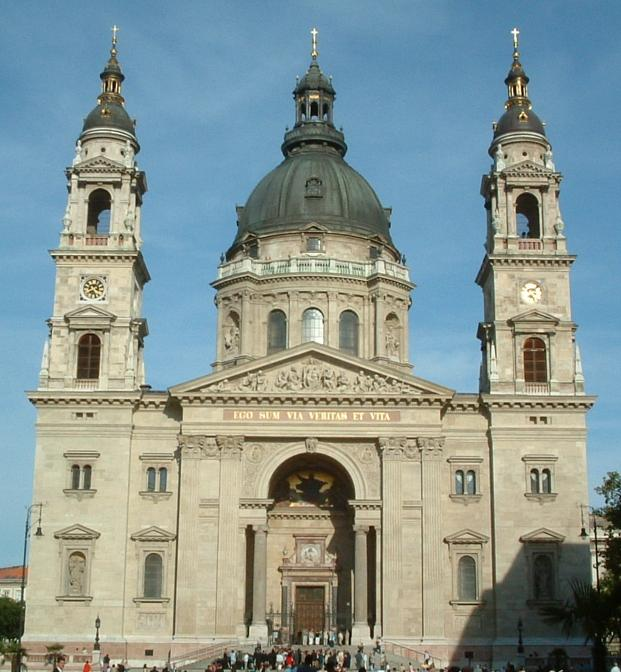
Basílica de San Esteban (1867-1891), Budapest
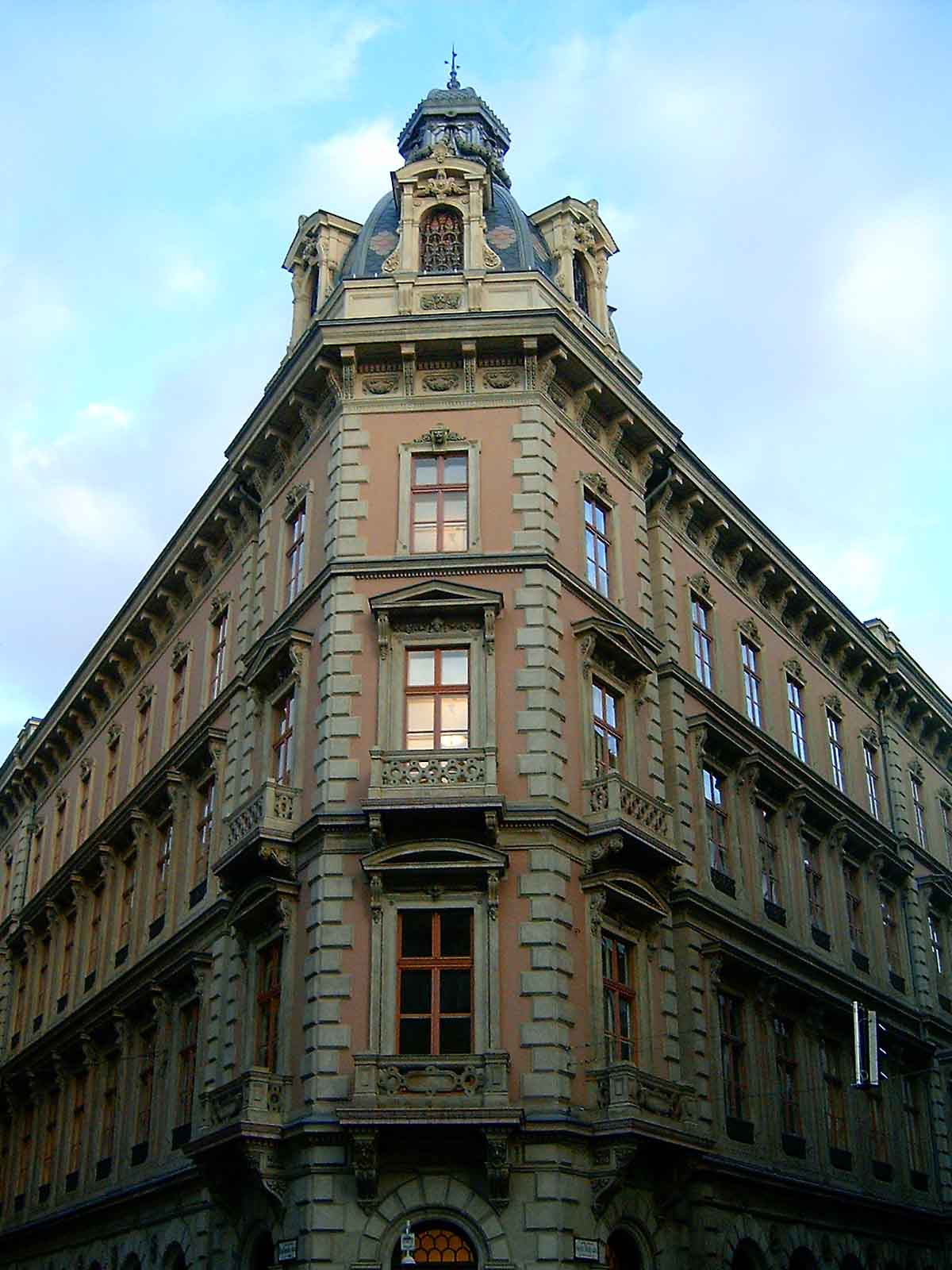
Palacio Ybl (1869), Budapest
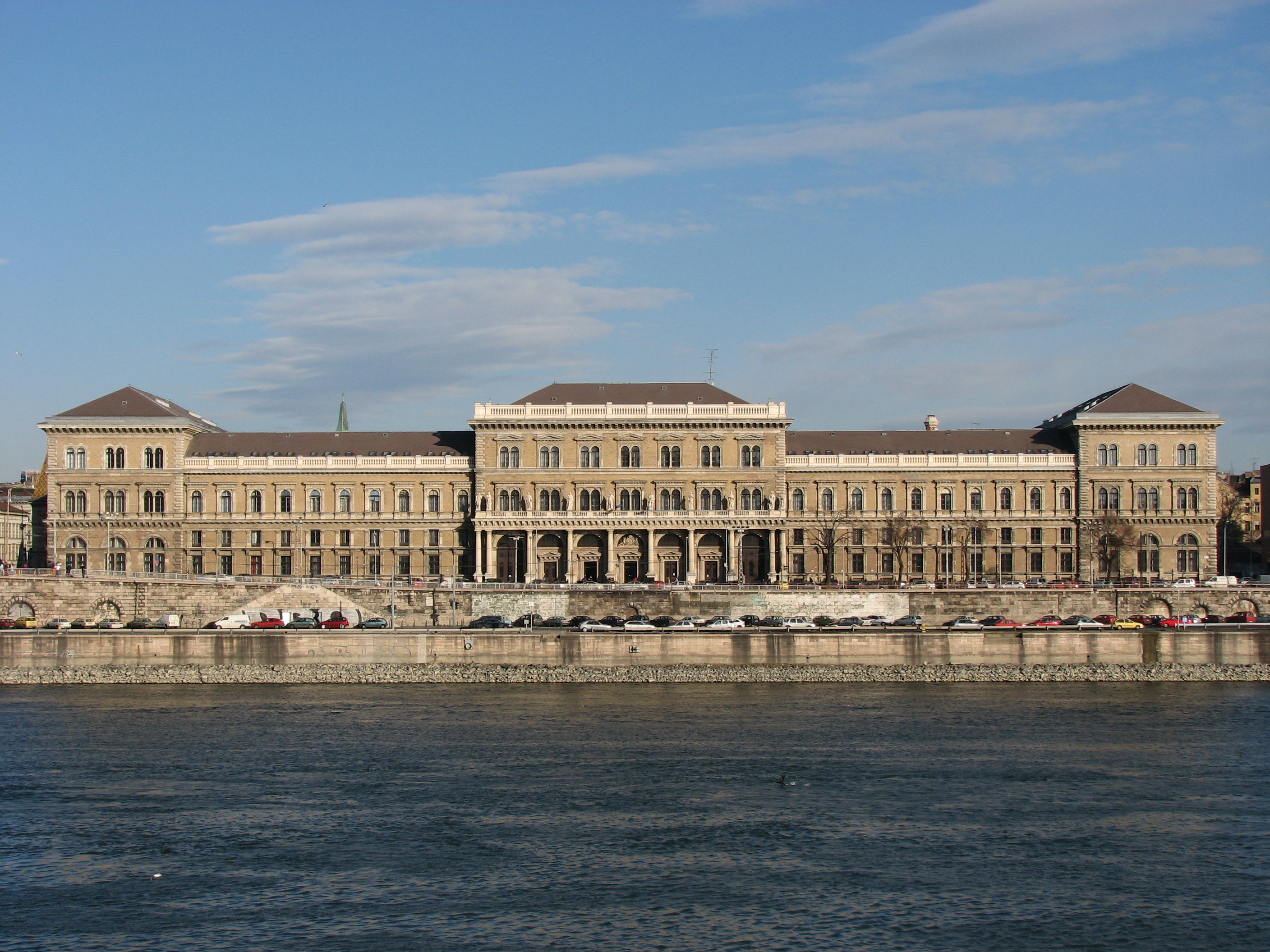
Palacio de la Aduana que hoy alberga la Universidad Corvinus de Budapest (1870-1874)
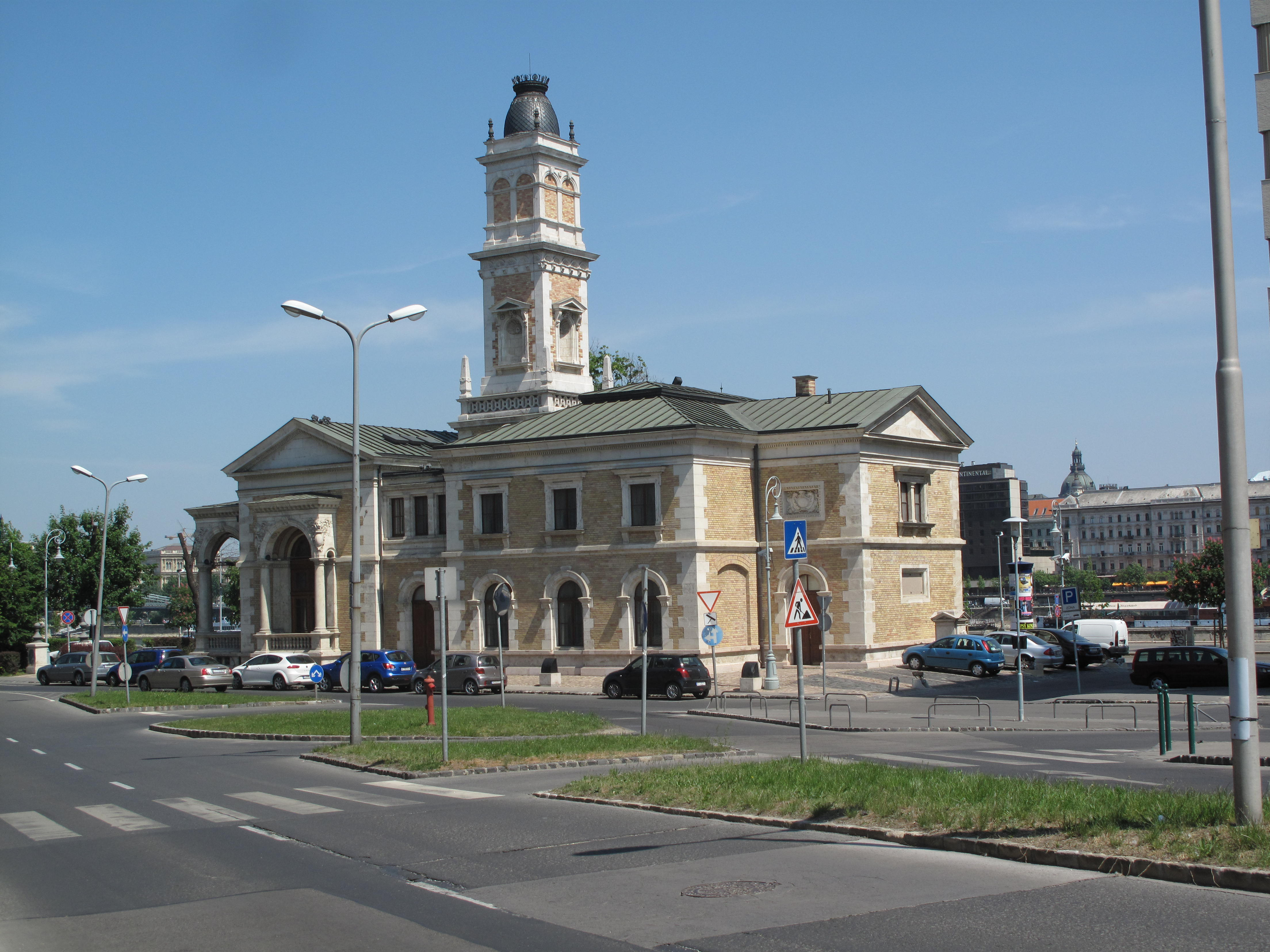
Kiosko del jardín del castillo, Budapest (1874-1982)
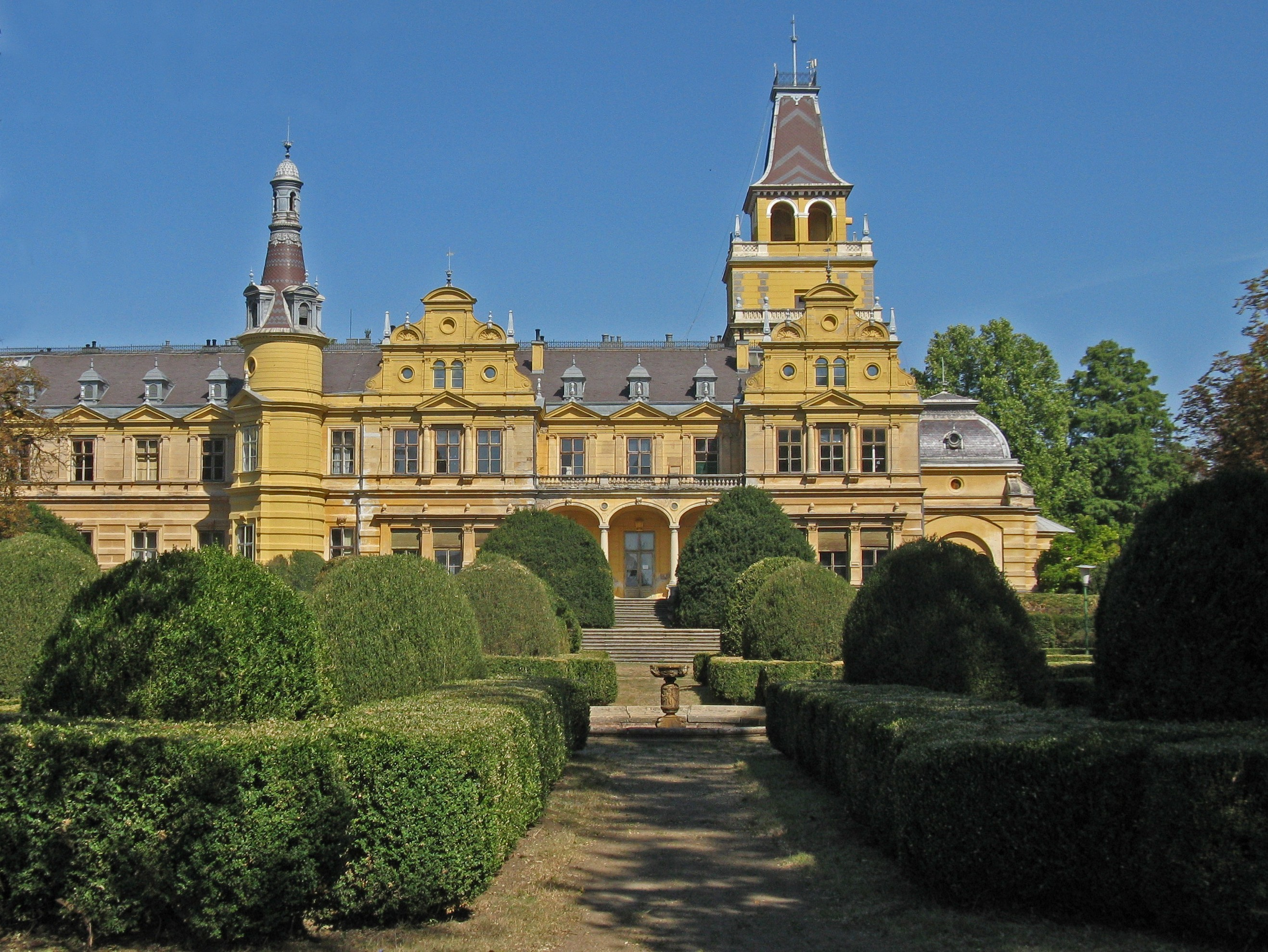
Castillo de Wenckheim (1875-1879), Szabadkígyós
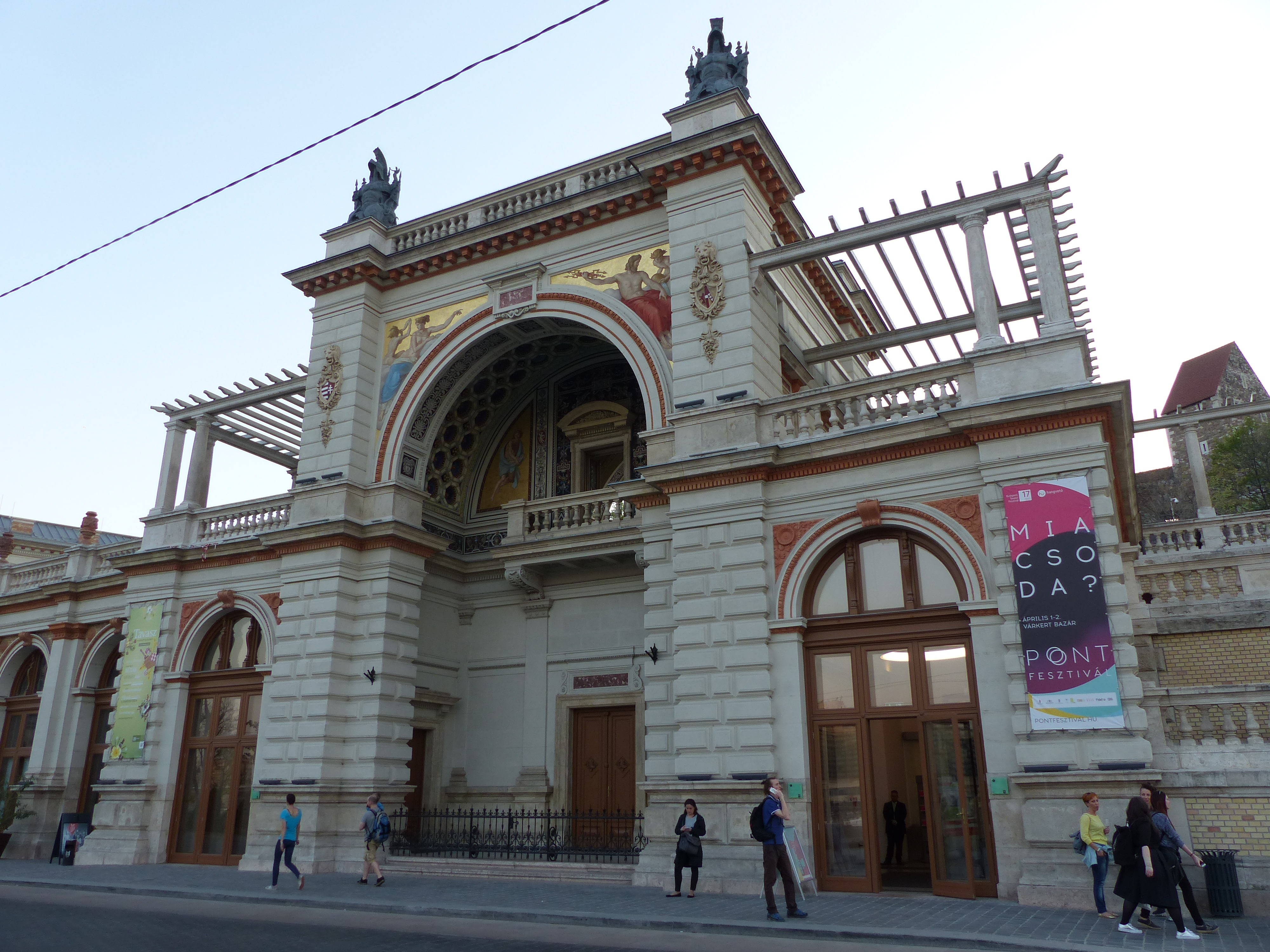
Bazar del jardín del castillo (Várkert Bazár) (1875-1882), Budapest
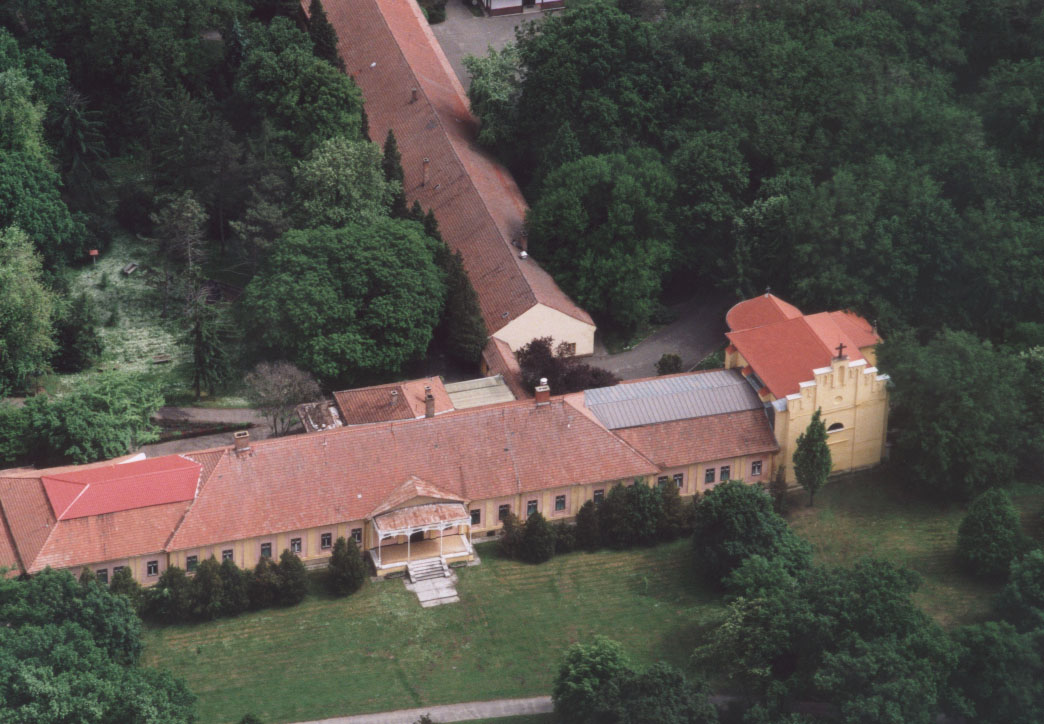
Castillo de Kétegyháza

## Reconocimientos
- El Premio anual de arquitectura Miklós Ybl (Ybl Miklós-díj) se creó en su honor en 1953.
- En Székesfehérvár se encuentra una zona residencial de la parte alta de la ciudad y una plaza donde se erigió un busto en su honor. En 2014, se inauguró una estatua completa de Ybl en el parque Zichy. Una escuela secundaria, una escuela secundaria profesional y una escuela primaria (estas dos últimas construidas en Szabadságharcos út) llevaron una vez su nombre.
- En Szeged, en el Salón Conmemorativo Nacional (bajo los soportales de la plaza Dóm), se conserva su retrato, junto a las estatuas de muchos arquitectos, científicos, artistas y políticos destacados del país. La estatua de Miklós Ybl fue creada por August Sommer.
- El asteroide 166886, descubierto por astrónomos húngaros en 2002, recibió su nombre.
- El 22 de enero de 2014, aniversario de su muerte, comenzó un año conmemorativo, 2014 Ybl Bicentenárium – Magyar Építészet Éve [Bicentenario de Ybl 2014 – Año de la Arquitectura Húngara].[13][14]

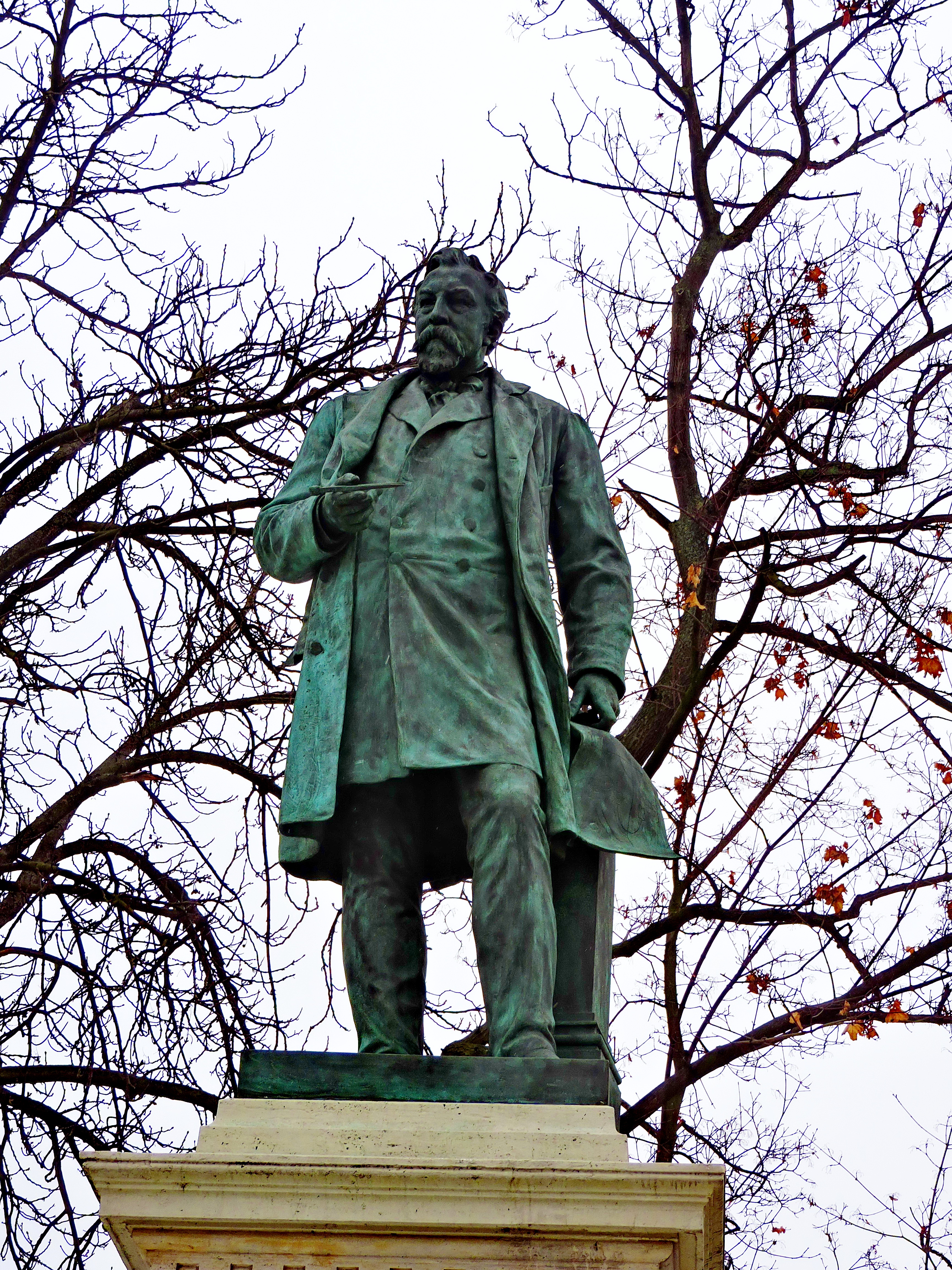
Mayer Ede: Estatua de Miklós Ybl delante del quiosco del Jardín del Castillo
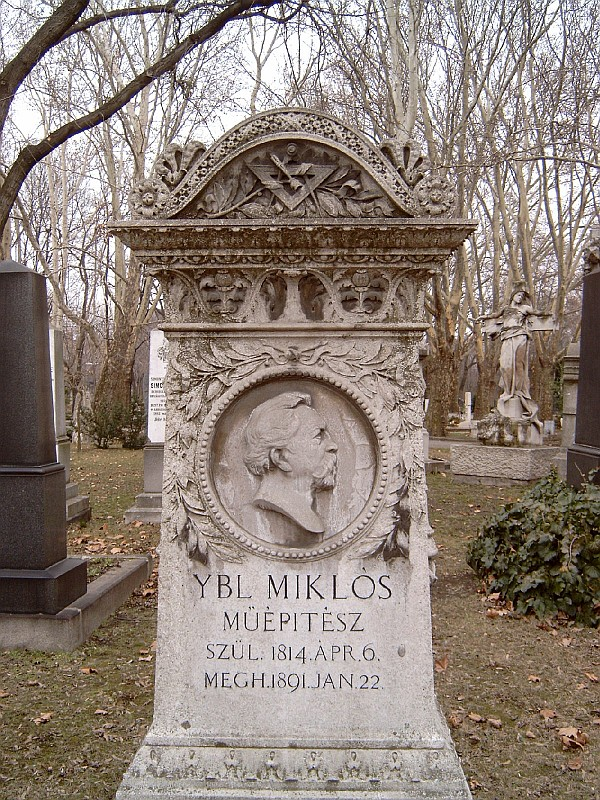
La tumba de Miklós Ybl en Budapest. Cementerio de Kerepes : 34/1-1-1. Creado por Sándor Fort y Alajos Strobl
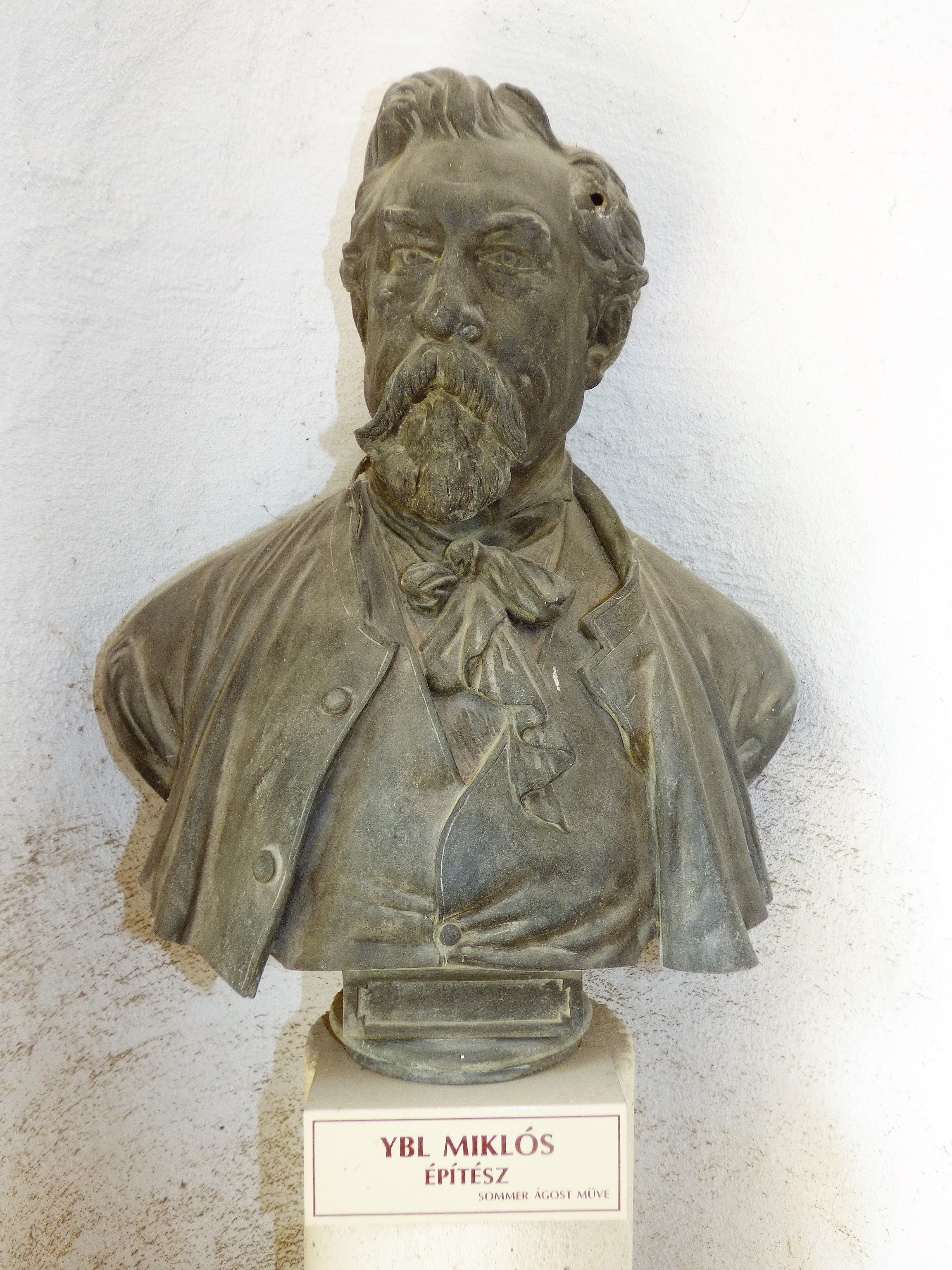
Su estatua en el castillo de Bory en Székesfehérvár, obra de August Sommer